# Thomas Malthus
Thomas Robert Malthus (13 tháng 2 năm 1766 – 23 tháng 12 năm 1834), hội viên FRS, là một nhà nhân khẩu học, nhà kinh tế học người Anh. Ông là một trong những đại biểu của kinh tế học cổ điển. Ông sống cùng thời với David Ricardo, là bạn thân và cũng là đối thủ về lý luận của Ricardo. Malthus có nhiều đóng góp vào các học thuyết kinh tế và các đóng góp vào lĩnh vực dân số, đặc biệt là vấn đề sự gia tăng dân số thông qua Mô hình phát triển Malthus của ông.

## Đời sống cá nhân của Thomas Malthus
Thomas Robert Malthus là con thứ 2 trong tám người con của Daniel và Henrietta Malthus, một gia đình thành đạt. Cha của ông là bạn của nhà triết học David Hume và cũng có quen biết Jean-Jacques Rousseau. Thời trẻ ông được giáo dục tại nhà đến khi ông được vào Trường dòng của Đại học Cambridge năm 1784. Ở trường, ông đã nổi tiếng là một sinh viên xuất sắc. Ông nhận được các giải về các bài diễn thuyết, tiếng Latin và tiếng Hy Lạp, nhưng chuyên ngành chính của ông là toán học. Ông tốt nghiệp năm 1788 và nhận bằng thạc sĩ năm 1791. Hai năm sau đó, ông trở thành giáo viên của trường.
Malthus kết hôn với Harriet Eckersall vào năm 1804, và có ba người con: Henry, Emily và Lucy. Năm 1805 ông trở thành giáo sư, giảng viên kinh tế chính trị người Anh đầu tiên của trường East India Company College thuộc Hertford Heath và giữ chức vụ này đến cuối đời. Các sinh viên của ông thường viết tên ông một cách trừu mến "Pop" hay "Population" Malthus (Malthus "dân số"). Năm 1818, Malthus trở thành hội viên của Hội Hoàng gia.
Ông mất năm 1834, thọ 68 tuổi và được chôn cất tại Bath Abbey ở Anh.

## Thuyết dân số

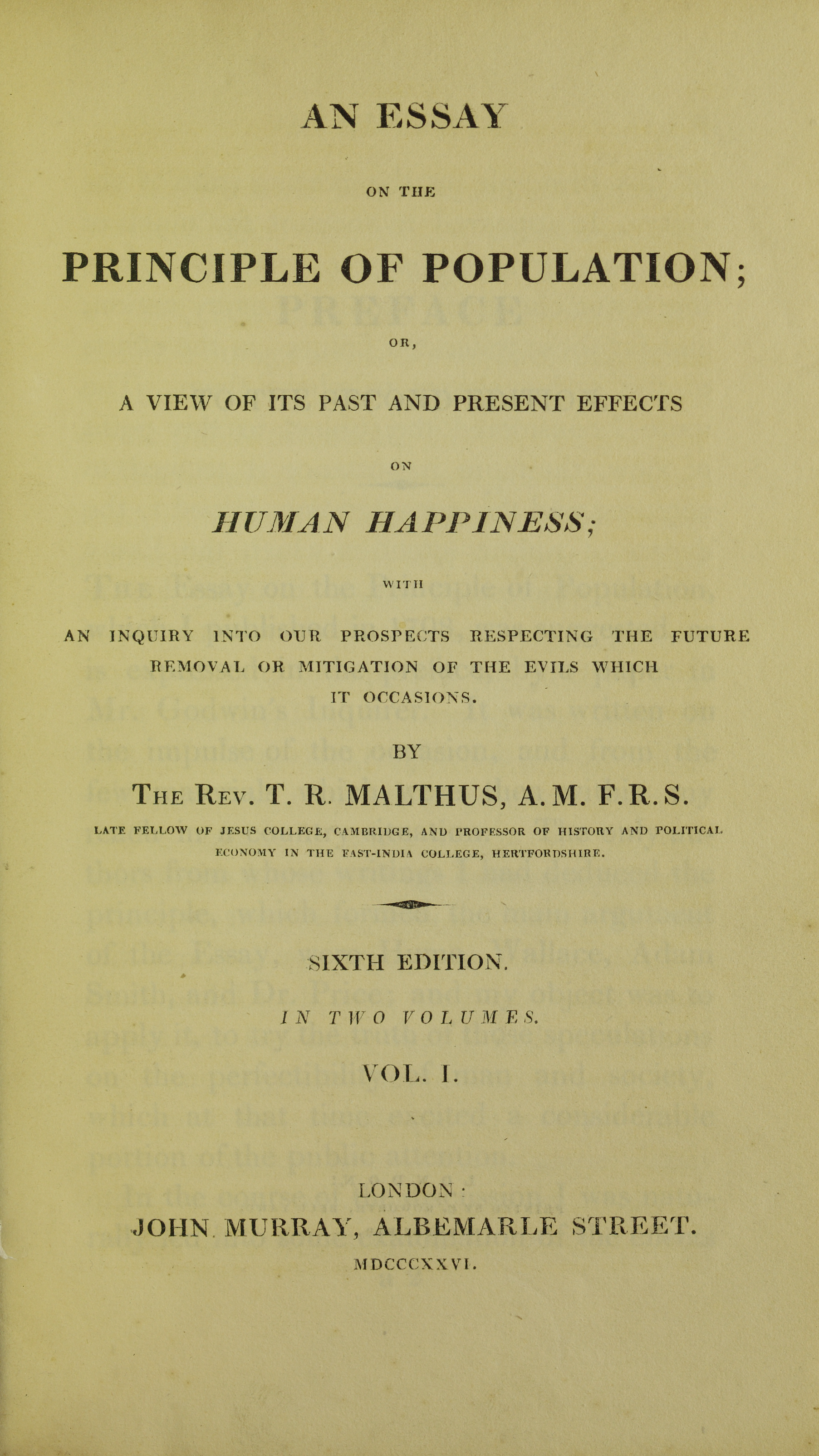
Essay on the principle of population, 1826

Năm 1798, quyển sách của mục sư trẻ tuổi T. Malthus: "Nguyên tắc về Dân số" ra đời và chịu nhiều công kích. Vì vậy từ năm 1799-1802 T. Malthus đi du lịch các nước châu Âu để thu thập thêm kiến thức. 5 năm sau ông cho tái bản quyển sách trên với lời tựa khẳng định quan điểm chính không thay đổi: "Liên quan đến đến ý tưởng của tôi, tôi tin rằng, sẽ không có cải chính điều trước đây. Theo quan điểm đó cũng cần phải công nhận rằng, nghèo đói và khốn cùng của những tầng lớp thấp của xã hội là điều ác khó chữa. Nhưng nếu có điều gì sai lầm, ngoài ý muốn của tôi, tiềm ẩn trong nghiên cứu này, thì chúng không thể có ảnh hưởng lớn đến bản chất những trình bày của tôi" 
Ý nghĩa khoa học trong "Kinh nghiệm về quy luật dân số" là sự tiên đoán về những xu hướng kinh tế xã hội liên quan đến tăng dân số, là cơ sở lý luận cho các nghiên cứu sau này. Lý thuyết của T. Malthus chỉ ra nguyên nhân của nghèo đói bằng một tỷ lệ đơn giản giữa tốc độ tăng trưởng dân số với tốc độ tăng trưởng của cải – tương ứng với mức sống tối thiểu. Nội dung chính được thể hiện như sau: Trong điều kiện thuận lợi, dân số, nếu tăng theo cấp số nhân sẽ đạt số lượng gấp đôi sau 20-25 năm, còn sản xuất thực phẩm và đồ tiêu dùng cần thiết chỉ tăng theo cấp số cộng, thì (dân số) sẽ không thể tăng thêm với tốc độ đó nữa. Khi đó, do bùng nổ dân số, nghèo đói sẽ đe dọa vận mệnh toàn nhân loại. Về mặt này T. Malthus chịu ảnh hưởng của lý thuyết phổ biến thời bấy giờ - quy luật giảm dần sự màu mỡ của đất. Đến năm 1826, cuốn sách của ông được tái bản lần thứ sáu.
Tuy nhiên các tính toán của ông đã không hoàn toàn phù hợp với thực tế, vì trong hai thế kỷ gần đây tốc độ tăng dân số vẫn xảy ra mà không bị cản trở bởi nghèo đói.
Về căn bản, ý tưởng trong tác phẩm trên không được các nhà Marxist công nhận. Họ cho đó chỉ là sự ngu dốt, vô tích sự, hoàn toàn biện hộ. Chịu công kích nhiều nhất là ý tưởng trọng tâm về sự ảnh hưởng của số dân và tốc độ tăng dân số lên phồn thịnh xã hội. Mặc dù T. Malthus chỉ đưa ra một dự đoán bi quan về số phận loài người và một đề xuất mang tính đạo đức, nhưng các nhà Marxist nhận thấy trong ý tưởng đó một nguyên cớ cho hành động của các thế lực phát xít.
Để bảo vệ cho lý thuyết của T. Malthus, các nhà nghiên cứu khác cho rằng ông đã nêu lên một vấn đề mang tính thời sự, và sử dụng lý thuyết này như một gợi ý cho việc tiến hành các chương trình cải cách xã hội. Chính ông cũng viết: "Bất kì bạn đọc nào cũng nên công nhận rằng, có thể có những sai lầm, nhưng mục đích thực tiễn mà tác giả của công trình này theo đuổi, là muốn cải thiện việc tham dự và tăng thêm hạnh phúc của các giai cấp xã hội thấp kém" 
Mặc dù ông không để ý tới sự điều chỉnh dân số qua việc sử dụng các dụng cụ tránh thai, nhưng gợi ý về một biện pháp như vậy là kết quả tự nhiên có được từ các ý tưởng của ông. Người đầu tiên tuyên truyền sử dụng rộng rãi các dụng cụ tránh thai để tránh sự bùng nổ dân số là Francis Place, khi đọc thuyết của Malthus, Place đã bị ảnh hưởng mạnh mẽ và ông đã viết một quyển sách về các biện pháp tránh thai năm 1822.
Thuyết dân số của ông cũng có ảnh hưởng quan trọng vào các học thuyết kinh tế. Các nhà kinh tế bị ảnh hưởng bởi Malthus đã kết luận rằng, dưới những điều kiện bình thường, bùng nổ dân số làm giảm đáng kể mức lương tồn tại.
Quan điểm của Malthus còn ảnh hưởng tới những nghiên cứu về sinh học. Charles Darwin tuyên bố ông đã đọc Thuyết dân số và điều này mang đến cho ông một gạch nối quan trọng trong thuyết tiến hoá bằng chọn lọc tự nhiên.

## Trong lĩnh vực kinh tế chính trị
Trong lĩnh vực kinh tế chính trị, ông viết một số quyển sách, quan trọng nhất là cuốn Những nguyên tắc của kinh tế chính trị (1820). Đây là quyển sách có ảnh hưởng lớn đến nhiều nhà kinh tế học sau này, đặc biệt là John Maynard Keynes một nhà kinh tế lỗi lạc của thế kỷ 20.
Về mặt phương pháp luận, tác phẩm này không có gì khác so với tác phẩm "Những nguyên lý của kinh tế chính trị" của D. Ricardo đã xuất bản trước đó ba năm.